# Latibex
Latibex (z hiszp. Mercado de Valores Latinoamericanos en Euros) – madrycka giełda utworzona w 1999 r. i przeznaczona wyłącznie dla papierów wartościowych emitentów z Ameryki Łacińskiej, jest ona częścią BME. Została ona utworzona z myślą dla inwestorów w związku z tym, że niektóre indeksy Ameryki Łacińskiej zdenominowane są w euro.